# Международный конкурс юных вокалистов
«Международный конкурс юных вокалистов на приз Ольги Сосновской» — вокальное состязание для детей и юношества в жанре академического вокала. Возраст участников в 4-х возрастных категориях от 9 до 21 года включительно. Учредители — Министерство культуры, туризма и архивного дела Республики Коми, Министерство образования, науки и молодежной политики Республики Коми и Международный культурный фонд «Классика и современность».
За 27 лет существования конкурса в нем приняло участие более 1,5 тысяч юных вокалистов. Почетные звания и призы были вручены более 200 начинающим певцам. В составе жюри более 60 человек представителей России, Украины, Эстонии, Чехии, Швейцарии, Норвегии, Италии, Китая.
Многие из участников конкурса навсегда связали свою жизнь с искусством. Многие уже работают в профессиональных театрах России и Европы.

## История конкурса
История конкурса берет свое начало в 1993 году, когда музыкальное общество города Инта (Республика Коми) выдвинуло идею создания детского конкурса имени своей землячки — солистки театра оперы и балета Ольги Сосновской. В те годы в конкурсе принимали участие дети от 6 лет. Следовало исполнять одно классическое произведение и одну народную песню a capella. Главным призом была хрустальная ваза. На IV конкурсе конкурсанты разделились на две возрастные категории. Стали приезжать участники из других регионов России.
С 1998 года основным организатором конкурса становится «Продюсерский центр Владимира Юрковского». Расширяется география участников, усиливается состав жюри в связи с участием в нем профессиональных педагогов-вокалистов, музыкантов и певцов, композиторов (в том числи из других городов России, стран СНГ, Азии и Европы). В традицию входят проведение концерта членов жюри на открытии конкурса, научно-практические конференции, тематические семинары, мастер-классы членов жюри. Усложняется конкурсная программа участников.
В 2005 году конкурс входит в Ассоциацию музыкальных конкурсов России.
В 2008 году место проведения конкурса сменяется городом Сыктывкаром. Проводится конкурс в Гимназии искусств при Главе Республики Коми имени Юрия Алексеевича Спиридонова. Открытие конкурса — концерт членов жюри — проходит в театре оперы и балета в сопровождении симфонического оркестра.
С 2012 года условия конкурса меняются коренным образом. Вводятся 4 возрастные категории (от 9 до 20 лет). Теперь в конкурсе могут принимать участие не только учащиеся музыкальных и общеобразовательных школ, но и студенты колледжей и консерваторий. Конкурс обретает свой денежный призовой фонд.
В 2013 году в честь своего 20-летия конкурс впервые вышел за пределы Республики Коми и проводился сразу в двух регионах России — городах Петрозаводск и Красноярск.
В 2012 году конкурс идет на эксперимент — телефонное голосование. Стало возможным следить за ходом конкурсных прослушиваний почти в реальном времени, просмотреть видео выступлений на сайте конкурса и отдать свой голос тому или иному участнику. Таким образом, выявлялся победитель приза зрительских симпатий.
С 2018 года возрастной ценз конкурсантов увеличивается до 21 года (включительно). Увеличивается денежная сумма Гран-при. Победители в каждой возрастной категории получают звание «Лауреат международного конкурса» 1, 2 или 3-й степени и денежные призы. Отличившимся участникам присваивается звание «Дипломант международного конкурса». Свой денежный приз получают педагог лауреата Гран-при и «Лучший концертмейстер конкурса». Специальные призы включают в себя «Приз зрительских симпатий» по телефонному голосованию, мастер-классы членов жюри и многие другие поощрения.
В 2018 году XVI международный конкурс юных вокалистов на приз Ольги Сосновской стал победителем в конкурсе Президентских грантов.
В 2019 году учредитель конкурса Некоммерческий культурный фонд "Международный культурный фонд «Классика и современность» выиграл два больших гранта: грант Министерства культуры Российской Федерации в рамках Национального проекта «Культура» и вновь Президентский грант. Благодаря этим достижениям конкурс вновь вышел за границы своей республики Коми и в 2019 году проводился в Красноярске и Санкт-Петербурге, в 2020 году — Краснодар и Сыктывкар, март 2021 года — Москва.
Долгосрочный проект «Международный конкурс юных вокалистов на приз Ольги Сосновской — юбилейный транзит 2019—2021» проводится в рамках 100-летия Республики Коми и в августе 2021 года завершится большим Гала-концертом в Сыктывкаре.

## География
География конкурса — это 55 российских региона и 8 зарубежных стран: Москва и Московская область, Ленинградская область и Санкт-Петербург, Алтайский, Краснодарский и Красноярский края, республики Адыгея, Калмыкия, Карелия, Коми, Крым, Марий Эл, Мордовия, Татарстан, Удмуртия, Хакасия, Чувашия, Амурская, Архангельская, Белгородская, Владимирская, Волгоградская, Вологодская, Воронежская, Ивановская, Иркутская, Калининградская, Калужская, Кемеровская, Кировская, Куйбышевская, Липецкая, Мурманская, Нижегородская, Новокузнецкая, Новосибирская, Омская, Оренбургская, Пензенская, Пермская, Псковская, Ростовская, Рязанская, Самарская, Саратовская, Свердловская, Тверская, Тульская, Тюменская, Ульяновская, Челябинская, Ярославская области, Ханты-Мансийский и Ямало-Ненецкий автономные округа, а также Республика Беларусь, Азербайджан, Украина, Латвия, Литва, Эстония, Швейцария и Китай. Место проведения (один раз в два года) — город Сыктывкар республики Коми.

## Цели и задачи конкурса
«Международный конкурс юных вокалистов на приз Ольги Сосновской» ставит перед собой следующие цели:
- пропаганда классического вокального искусства;
- выявление, воспитание и профессионально-художественное развитие юных талантливых певцов (вокалистов);
- взаимодействие, поддержка и повышение квалификации, обмен опытом и информацией педагогов, вокалистов, учебных заведений Республики Коми, России и зарубежья;
- содействие в перспективном обучении, развитии и продвижении конкурсантов;
- привлечение меценатов к поддержке, воспитанию и развитию музыкальной культуры среди детей и юношества.

## Условия участия в конкурсе
Для участия допускаются юные вокалисты, имеющие начальную вокальную подготовку, в 4-х возрастных группах:
- Младшая возрастная группа — 9-11 лет
- 1-я средняя возрастная группа — 12-14 лет
- 2-я средняя возрастная группа — 15-17 лет
- Старшая возрастная группа — 18-21 год (включительно на момент регистрации).

Конкурсные прослушивания проводятся публично и состоят из 2-х туров. Оценка жюри производится закрытым голосованием.
Окончательное определение мест и премий производится с учетом результатов первого и второго туров. В случае, если при подсчете баллов или при голосовании каких-либо вопросов имеет место равное количество голосов «за» и «против», решает голос председателя.